# Indignation (roman)
Pour les articles homonymes, voir Indignation.
Indignation (titre original en anglais : Indignation) est un roman de l'écrivain américain de Philip Roth, paru le 16 septembre 2008. Ce 28e livre de l'auteur appartient au cycle « Nemesis ».

## Résumé
Un jeune américain d'origine juive, Marcus Messner, quitte son environnement familial à Newark, dans la banlieue de New York, pour aller étudier dans l'Ohio au Winesburg College lors de la guerre  de Corée, au début des années 1950. Enfant sage et étudiant modèle, Marcus Messner voit sa vie basculer lorsqu'il se retrouve confronté aux angoisses irrationnelles de son père, au conservatisme moral et religieux en vigueur à l'université et à sa propre passion amoureuse pour une jeune fille charmante et intelligente mais au comportement sexuel instable.

## Analyse
Le titre fait référence à la quatrième ligne (dans la traduction anglophone) de La Marche des Volontaires, l'hymne national chinois que Marcus Messner se chante à lui-même.
Le Winesburg College du roman est une université fictive qui évoque le décor des nouvelles de Sherwood Anderson, Winesburg, Ohio.